# Aleksej Kozlov
Aleksej Anatoljevitsj Kozlov (Russisch: Алексей Анатольевич Козлов) (Petrozavodsk, 16 november 1986) is een Russisch voetballer die bij voorkeur als rechtsback speelt. In 2013 maakte hij zijn debuut in het Russisch voetbalelftal.

## Clubcarrière
In 2004 begon Kozlov zijn professionele voetbalcarrière bij de Duitse club ASV Bergedorf 85 in de Oberliga, de vierde speelklasse in Duitsland. Op jonge leeftijd was hij naar Duitsland verhuisd, om daar een jeugdopleiding in Hamburg te volgen en bij ASV Bergedorf aan de slag te gaan. In twee seizoenen verscheen hij 24 keer op het veld, waarna hij vertrok naar VfB Lübeck, een andere club in de Oberliga. In 2007 tekende hij een contract terug in Rusland bij KAMAZ Naberezjnye Tsjelny in de Eerste divisie, na een paar maanden clubloos geweest te zijn. De eerste twee seizoenen kwam Kozlov weinig aan speelminuten toe; in 2009 stond hij voor het eerst in de basis. Kozlov speelde in zijn derde seizoen bij KAMAZ tweeëndertig competitieduels, en zijn prestaties leidden tot interesse bij diverse Russische topclubs, waaronder Spartak Moskou en Roebin Kazan. Deze interesse in de zomer van 2009 leidde echter niet tot een transfer, het volgende seizoen namelijk opnieuw bij KAMAZ startend. Kozlov speelde nog 23 wedstrijden voor KAMAZ, waarna hij in augustus 2010 een contract tekende bij Koeban Krasnodar, halverwege het seizoen van de eerste divisie. Hij debuteerde op 21 augustus in een stadsderby tegen FK Chimki. Het kampioenschap werd gewonnen en Krasnodar promoveerde naar de Premjer-Liga. Op 13 maart 2011 debuteerde Kozlov in de hoogste Russische voetbaldivisie in de eerste competitieronde tegen Roebin Kazan (0–2 verlies). Sindsdien is hij in de Premjer-Liga een vaste kracht aan de zijde van Koeban Krasnodar. In augustus 2013 speelde hij twee volledige play-offwedstrijden tegen Feyenoord om kwalificatie voor de UEFA Europa League af te dwingen. Door twee zeges bereikte Krasnodar het hoofdtoernooi, waar het uiteindelijk bleef steken in de groepsfase. Kozlov speelde in alle wedstrijden mee. Begin 2014 begon Kozlov bij Dinamo Moskou. Vanaf 2019 speelt hij voor FK Rostov.

## Interlandcarrière
Aleksej Kozlov werd door bondscoach Fabio Capello voor het eerst opgeroepen voor het Russisch voetbalelftal in mei 2013. Op 7 juni 2013 maakte hij tegen Portugal in een wedstrijd in het kwalificatietoernooi voor het Wereldkampioenschap voetbal 2014 zijn debuut: in de 31e minuut verving hij de geblesseerde Aleksandr Anjoekov. De rest van het kwalificatietoernooi kreeg Kozlov ook speelminuten, één duel uitgezonderd. Op 15 oktober 2013 verzekerde hij zich met Rusland van deelname aan het hoofdtoernooi in Brazilië, door met 1–1 gelijk te spelen tegen Azerbeidzjan en zo met één punt voorsprong Portugal achter zich te laten. Op het eindtoernooi speelde hij mee in twee groepsduels; uitschakeling in de groepsfase kon Kozlov echter niet voorkomen.
| Interlands van Aleksej Kozlov voor Rusland | Interlands van Aleksej Kozlov voor Rusland | Interlands van Aleksej Kozlov voor Rusland | Interlands van Aleksej Kozlov voor Rusland | Interlands van Aleksej Kozlov voor Rusland | Interlands van Aleksej Kozlov voor Rusland | Interlands van Aleksej Kozlov voor Rusland |
| №                                          | Datum                                      | Wedstrijd                                  | Uitslag                                    | Competitie                                 | Goals                                      |                                            |
| Als speler van Koeban Krasnodar            | Als speler van Koeban Krasnodar            | Als speler van Koeban Krasnodar            | Als speler van Koeban Krasnodar            | Als speler van Koeban Krasnodar            | Als speler van Koeban Krasnodar            | Als speler van Koeban Krasnodar            |
| ------------------------------------------ | ------------------------------------------ | ------------------------------------------ | ------------------------------------------ | ------------------------------------------ | ------------------------------------------ | ------------------------------------------ |
| 1                                          | 7 juni 2013                                | Portugal – Rusland                         | 1 – 0                                      | Kwalificatie WK 2014                       | 0                                          |                                            |
| 2                                          | 6 september 2013                           | Rusland – Luxemburg                        | 4 – 1                                      | Kwalificatie WK 2014                       | 0                                          |                                            |
| 3                                          | 10 september 2013                          | Rusland – Israël                           | 3 – 1                                      | Kwalificatie WK 2014                       | 0                                          |                                            |
| 4                                          | 11 oktober 2013                            | Luxemburg – Rusland                        | 0 – 4                                      | Kwalificatie WK 2014                       | 0                                          |                                            |
| 5                                          | 15 oktober 2013                            | Azerbeidzjan – Rusland                     | 1 – 1                                      | Kwalificatie WK 2014                       | 0                                          |                                            |
| 6                                          | 15 november 2013                           | Rusland – Servië                           | 1 – 1                                      | Vriendschappelijk                          | 0                                          |                                            |
| 7                                          | 19 november 2013                           | Rusland – Zuid-Korea                       | 2 – 1                                      | Vriendschappelijk                          | 0                                          |                                            |
| Als speler van Dinamo Moskou               |                                            |                                            |                                            |                                            |                                            |                                            |
| 8.                                         | 5 maart 2014                               | Rusland – Armenië                          | 2 – 0                                      | Vriendschappelijk                          | 0                                          |                                            |
| 9.                                         | 26 mei 2014                                | Rusland – Slowakije                        | 1 – 0                                      | Vriendschappelijk                          | 0                                          |                                            |
| 10.                                        | 31 mei 2014                                | Noorwegen – Rusland                        | 1 – 1                                      | Vriendschappelijk                          | 1                                          |                                            |
| 11.                                        | 6 juni 2014                                | Rusland – Marokko                          | 2 – 0                                      | Vriendschappelijk                          | 0                                          |                                            |
| 12.                                        | 22 juni 2014                               | België – Rusland                           | 1 – 0                                      | WK 2014                                    | 0                                          |                                            |
| 13.                                        | 26 juni 2014                               | Algerije – Rusland                         | 1 – 1                                      | WK 2014                                    | 0                                          |                                            |
| 14.                                        | 31 maart 2015                              | Rusland – Kazachstan                       | 0 – 0                                      | Vriendschappelijk                          | 0                                          |                                            |

Bijgewerkt op 26 april 2016.